# Transsion Holdings
Transsion Holdings — китайський виробник смартфонів. Це найбільша з продажу смартфонів компанія в Африці[уточнити], також продає смартфони в Індії, Пакистані і Південно-східних азійських країнах. До її складу входять три бренди: iTel Mobile, Tecno Mobile та Infinix Mobile.
За результатами першого кварталу 2018 року, загальні постачання смартфонів під трьома брендами холдингу Transsion (Tecno, iTel та Infinix) перевищили 10 млн. пристроїв. Бренд iTel показав найкращу динаміку росту (213% YoY Growth) та увійшов до десяти найбільших світових постачальників смартфонів, відвантаживши 4.6 млн.штук смартфонів.